# Lightweight Helmet

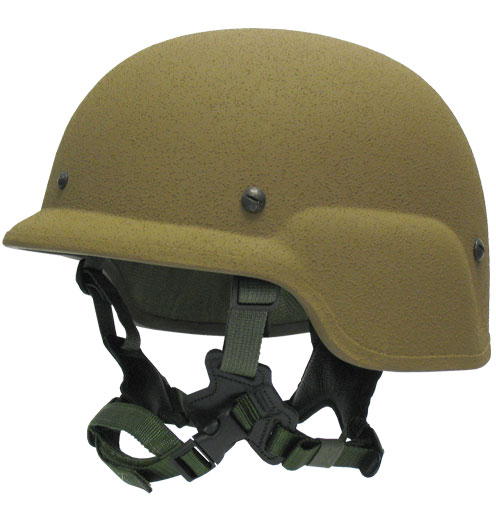
Hełm LWH

Lightweight Helmet (z ang. „hełm lekki”, w skrócie: LWH) – użytkowany przez Piechotę Morską Stanów Zjednoczonych i United States Navy hełm, będący następcą hełmu systemu PASGT.

## Historia
Hełm został zaprojektowany w roku 2000. Po wielu testach wszedł do służby w USMC w roku 2004. Wyparł całkowicie swojego poprzednika w roku 2009. Obecnie trwają prace nad jego następcą – Enhanced Combat Helmet (ECH).

## Budowa
Hełm  jest w znacznym stopniu podobny do PASGT. Główna różnica pomiędzy oba hełmami to brak śrub mocujących podpinkę na wysokości uszu, inny rodzaj fasunku i podpinki oraz mniejsza waga (jest o 6 uncji lżejszy) przy lepszych właściwościach balistycznych. Poprawiono w ten sposób o 6% odłamkoodporność jak i możliwość zatrzymania pocisku kalibru 9 mm. W pierwszych wersjach do roku 2006 zastosowano też inny (wygodniejszy) fasunek niż używany w PASGT, natomiast po roku 2006 zamiast fasunku mocowany jest w hełmie LWH system poduszek (jedna większa w szczycie czerepu i 6 mniejszych po bokach), co według testów zapewnia lepszą amortyzację wstrząsów.
Hełm LWH malowany jest na kolor ciemnozielony lakierem matowym antyodblaskowym (lub na kolor piaskowy). Noszony jest razem z pokrowcem w kamuflażu Marpat, zarówno w leśnej jak i pustynnej jego odmianie. Jest on przystosowany do montażu standardowych gogli noktowizyjnych używanych przez Siły Zbrojne Stanów Zjednoczonych (PVS-7, ew. PVS-14).
Masa LWH w rozmiarze Medium wynosi około 1800 gramów. Zawieszenie hełmu LWH jest czteropunktowe, z taśmy parcianej w połączeniu ze skórą koloru czarnego, z nakarczkiem wykonanym również ze skóry, na którym tłoczone jest logo Marines (tzw. EGA)  oraz z zamszowym (wymiennym) podbródkiem od strony brody.